# Muskogee (Oklahoma)
Muskogee ist eine Stadt in Oklahoma, USA. Das U.S. Census Bureau hat bei der Volkszählung 2020 eine Einwohnerzahl von 36.878 ermittelt.

## Beschreibung
Sie liegt 72 km südöstlich von Tulsa, 130 km südwestlich von Rogers, und 95 km nordwestlich von Fort Smith in deren Ballungsraum und gehört zum Muskogee County.
Im Osten von Muskogee befindet sich das Camp Gruber, das von Mai 1943 bis Mai 1945 als Lager für etwa 4700, meist deutsche Kriegsgefangene, die überwiegend dem Afrikakorps entstammten, genutzt wurde. Das Gelände des ehemaligen Kriegsgefangenenlagers wird heute als Trainingscamp der Army National Guard des Staates Oklahoma genutzt.
2008 wurde John Tyler Hammons, ein 19-jähriger Student der Politikwissenschaften, zum Bürgermeister der Stadt gewählt. Er galt damals als einer der jüngsten Bürgermeister der USA. Er wurde 2010 für zwei Jahre wiedergewählt und 2012 von Bob Coburn abgelöst.

## Sehenswürdigkeiten
- Five Civilized Tribes Museum
- Muskogee War Memorial Park & U.S.S. Batfish
- Thomas Foreman House
- Three Rivers Museum

## National Register of Historic Places
In Muskogee wurden viele historisch wertvolle Gebäude errichtet, von denen einige in das National Register of Historic Places aufgenommen wurden. Dazu zählen u. a. das A. W. Patterson House, das Escoe Building, das Grant Foreman House, das V. R. Coss House und das United States Postoffice and Courthouse.

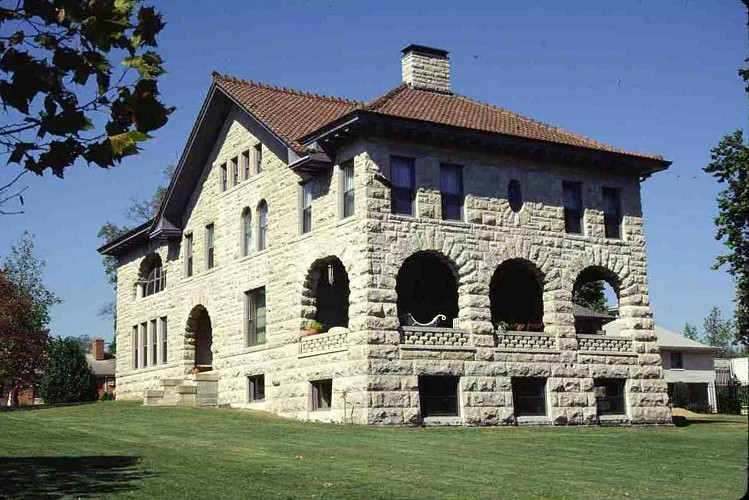
A. W. Patterson House
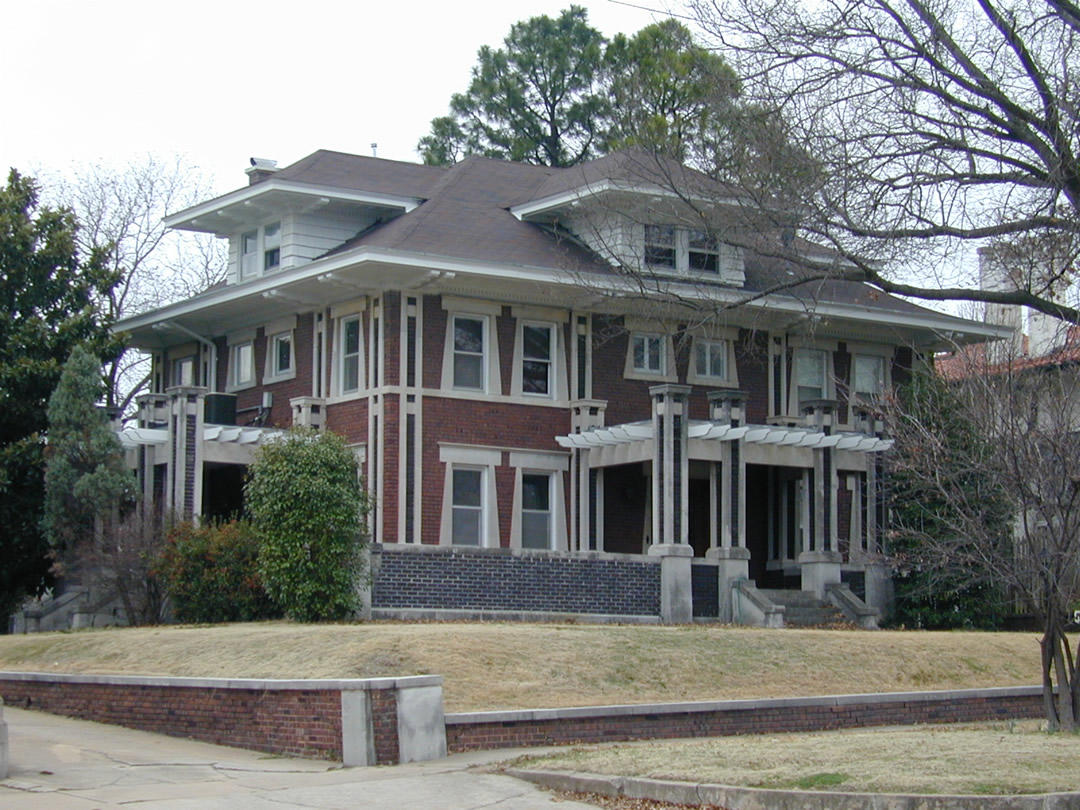
V. R. Coss House
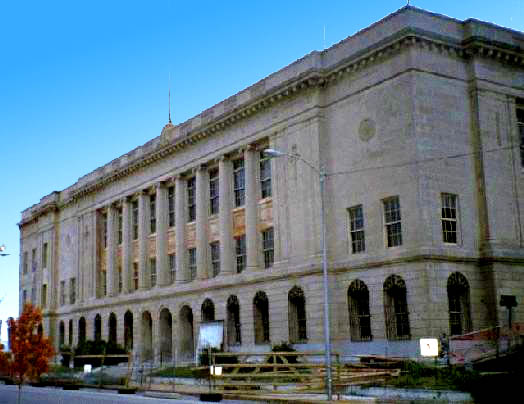
United States Postoffice and Courthouse 2003

## Trivia
Muskogee ist als die Stadt aus Merle Haggards Lied Okie From Muskogee bekannt, in dem der Sänger die Normalität der Stadt den Exzessen der Hippie-Bewegung gegenüberstellt und die Bedeutung konservativer Werte unterstreicht.
Der Bürgermeister John Tyler Hammons war bei seiner Wahl im Jahr 2008 mit 19 Jahren der jüngste Bürgermeister der USA.

## Persönlichkeiten

### Söhne und Töchter der Stadt
- Terrence Holder (* 1898), Jazzmusiker
- Owen Crump (1903–1998), Drehbuchautor, Filmregisseur und -produzent
- Foots Thomas (1907–1981), Jazzmusiker und Bandleader
- Claude Williams (1908–2004), Violinist
- Berton E. Spivy, Jr. (1911–1997), General der United States Army
- Don Byas (1912–1972), Saxophonist
- Roberta McCain (1912–2020), Figur des öffentlichen Lebens, Mutter von John McCain
- Olivia Hooker (1915–2018), Psychologin und Professorin
- Jay McShann (1916–2006), Pianist
- Ed Edmondson (1919–1990), Politiker
- Margie Gay (1919–2003), Kinderdarstellerin
- Aaron Bell (1922–2003), Jazzbassist
- Barney Kessel (1923–2004), Gitarrist
- J. J. Simmons III. (1925–2002), Politiker
- J. Howard Edmondson (1925–1971), Politiker
- Patti Page (1927–2013), Sängerin
- Reubin Askew (1928–2014), Jurist und Politiker
- Charles V. Hamilton (1929–2023), Politikwissenschaftler und Bürgerrechtler
- Gloria Chisum (* 1930), Psychologin und Hochschullehrerin
- James Robert Jones (* 1939), Politiker und Diplomat
- Carlton M. Caves (* 1950), Physiker
- Richetta Manager (1953–2024), Opern- und Jazz-Sängerin
- Francis Rooney (* 1953), Politiker
- Sarah Vowell (* 1969), Journalistin und Essayistin
- Heidi Shierholz (* 1971), amerikanische Wirtschaftswissenschaftlerin
- Smokie Norful (* 1975), Gospelmusiker
- Darnell Hinson (* 1980), Basketballspieler
- Ester Dean (* 1982), R&B-Sängerin und Songwriterin
- Carrie Underwood (* 1983), Country-Sängerin

### Mit dem Ort verbunden
- Charles N. Haskell (1860–1933), Unternehmer und Politiker
- Leo Kottke (* 1945), Gitarrist
- Bass Reeves (1838–1910), Deputy U.S. Marshal